# Croix de cimetière de Guillac

La Croix de cimetière de Guillac est située  au bourg de Guillac dans le Morbihan.

## Historique
La croix de cimetière de Guillac fait l’objet d’une inscription au titre des monuments historiques depuis le 23 mai 1927.